# Église Saint-Fiacre de Guengat
L'église Saint-Fiacre est une église catholique située à Guengat, en France. Elle fait partie d'un enclos paroissial.

## Localisation
L'église est située dans le département français du Finistère, sur la commune de Guengat.

## Historique
L'édifice est classé au titre des monuments historiques en 1914.

## Description
L'église catholique Saint-Fiacre de Guengat, dédiée à saint Fiacre, remonte au XVe siècle. Elle est précédée par un petit calvaire du XVIe siècle. L'église a été remaniée aux XVIIIe et XIXe siècles. Elle abrite des statues et des poutres et sablières sculptées. Un vitrail du XVIe siècle représente la Passion. L'église et le calvaire sont classés Monuments historiques, par arrêté du 22 juillet 1914. Ses vitraux sont anciens. Les sablières ont été sculptées par Ian Hamoun.
L'ossuaire, construit en 1557, a deux baies en accolade et porte l'inscription Respice finem ("Pensez à votre mort").
Jean-Marie Abgrall a décrit l'église en ces termes :

« Un porche dans le genre des constructions du gothique flamboyant, surmonté d'une chambre éclairée par une fenêtre s'ouvrant sur la façade ; plus loin, trois grands pignons dont deux ont été restaurés après la chute du clocher. À l'abside, le pignon du sud est de grand effet, avec ses contreforts et sa large fenêtre à six baies. À l'intérieur, on trouve un plan très original et très irrégulier. (...) La maîtresse-vitre, datée de 1571, retrace les scènes de la Passion. La fenêtre au-dessus de l'autel sud a, dans ses trois baies, saint Michel, Notre-Dame assise, portant l'Enfant-Jésus, saint Jean-Baptiste. (...) La fenêtre du bas-côté sud a quelques panneaux du XVe siècle, provenant par conséquent d'une église antérieure, mais tous ses sujets sont sans rapport les uns avec les autres. »

Les gisants sont ceux d'Hervé de Saint-Alouarn et de son épouse Marie de Trégain (1426).

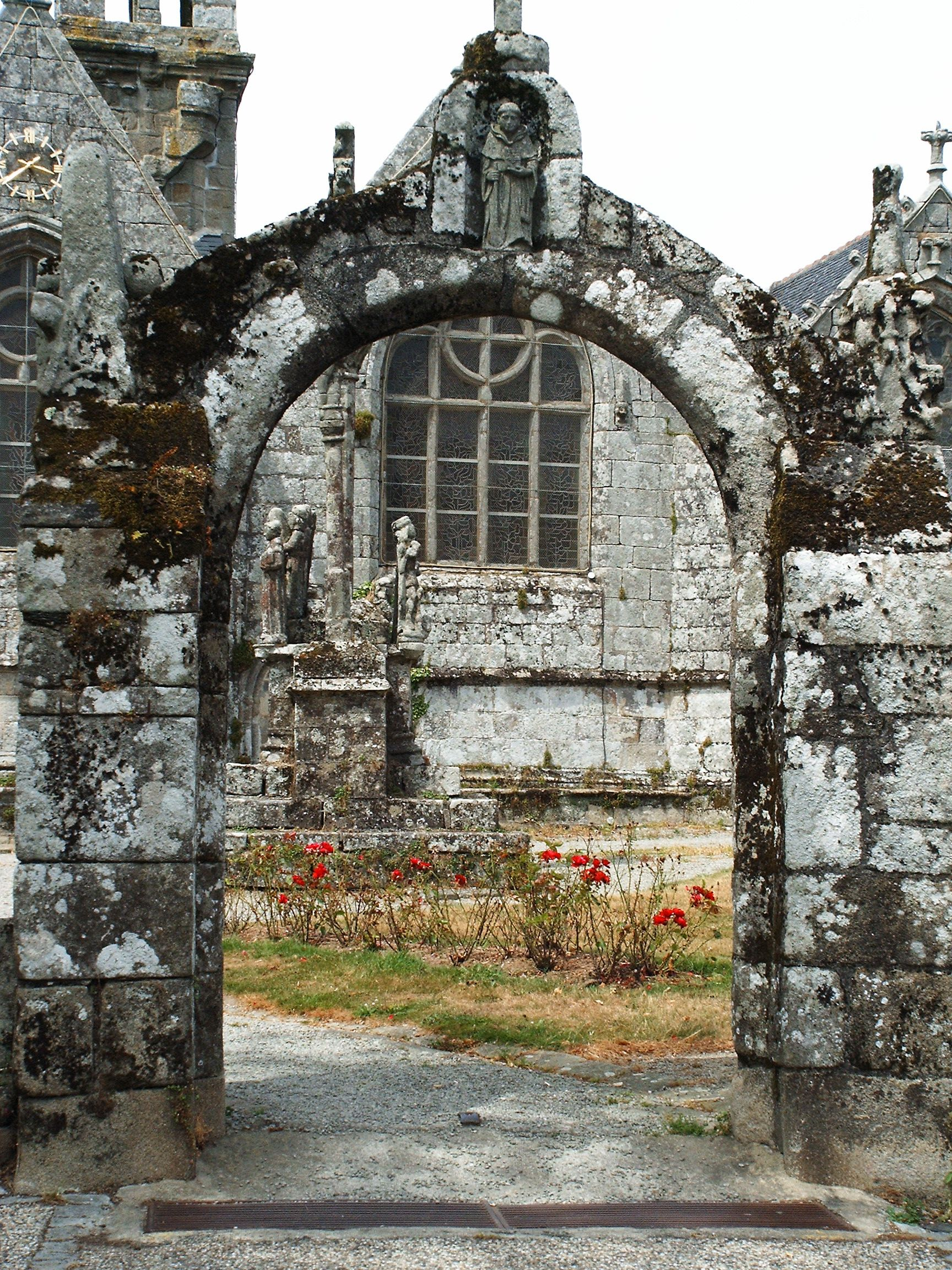
Le portail de l'enclos paroissial
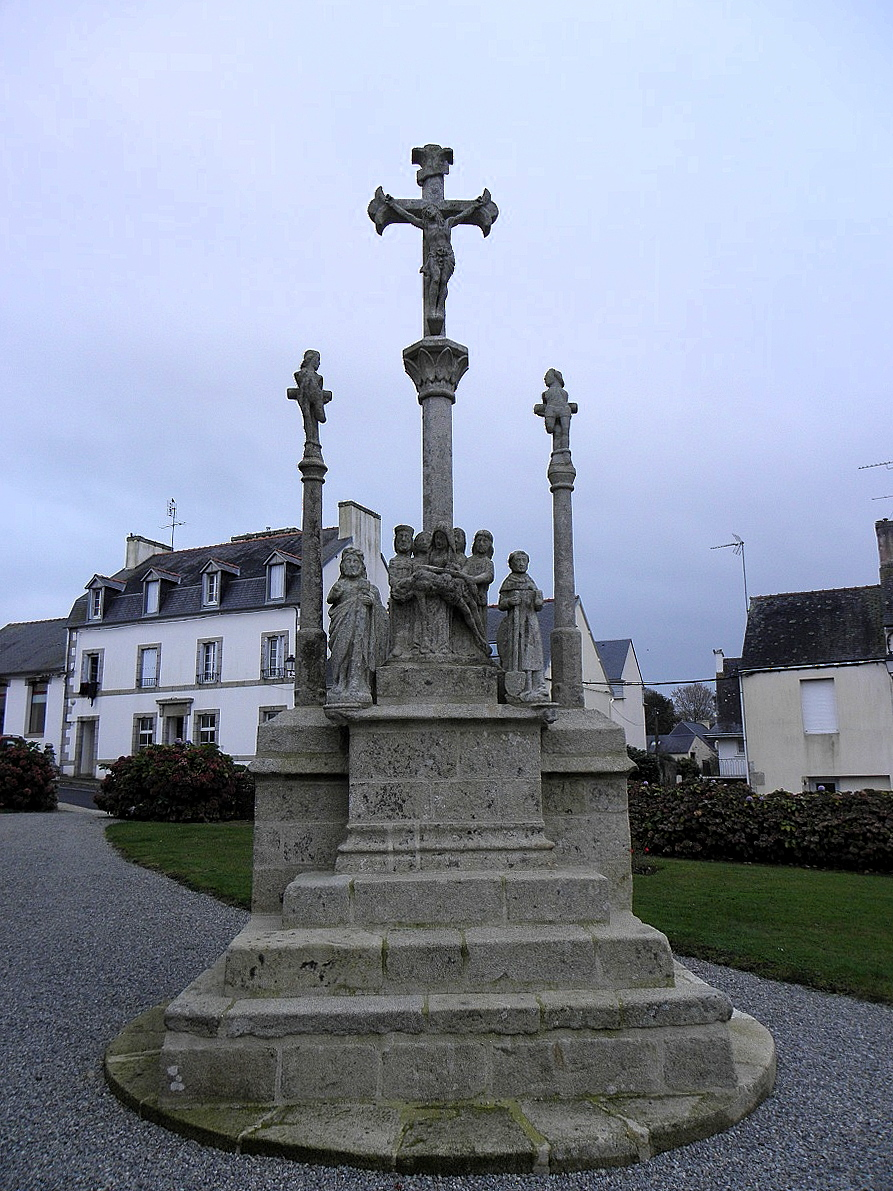
Le calvaire de l'enclos paroissial
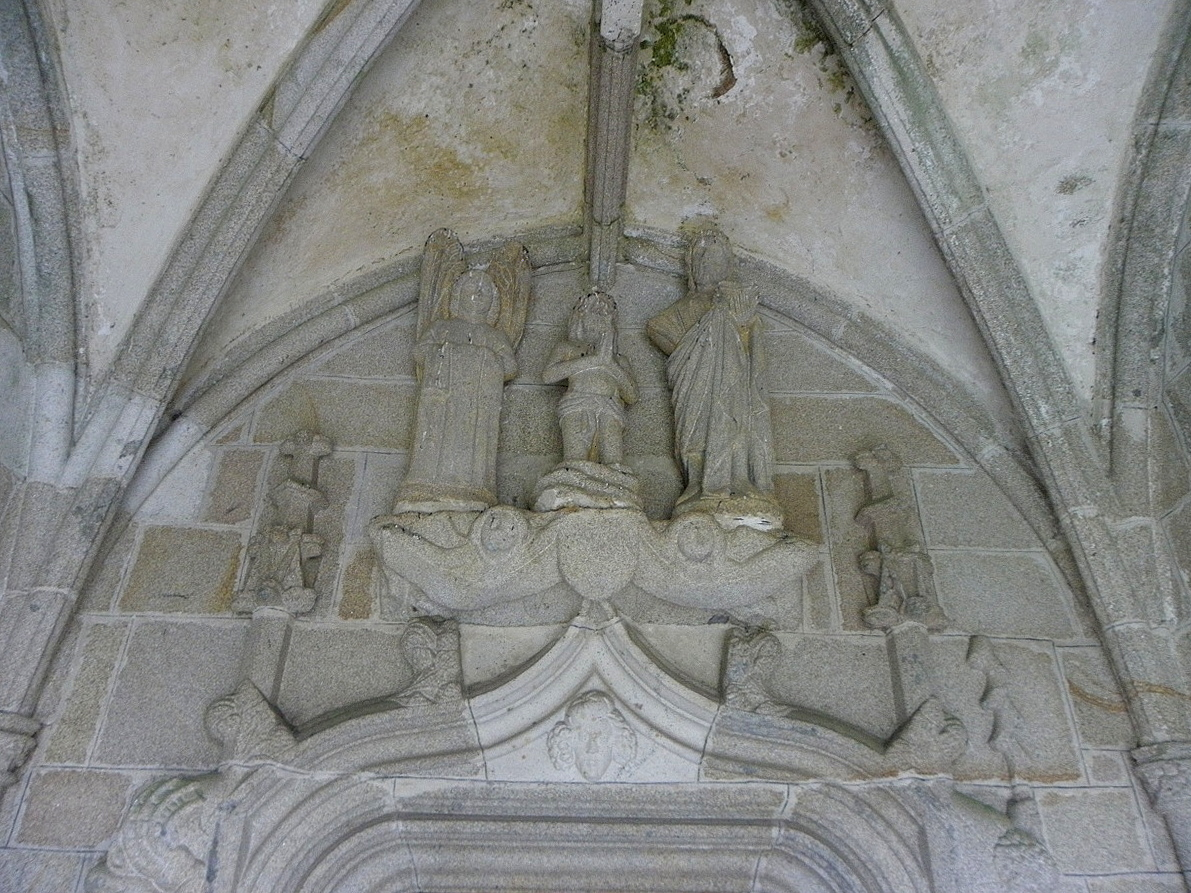
Intérieur du proche sud : groupe du baptême du Christ.
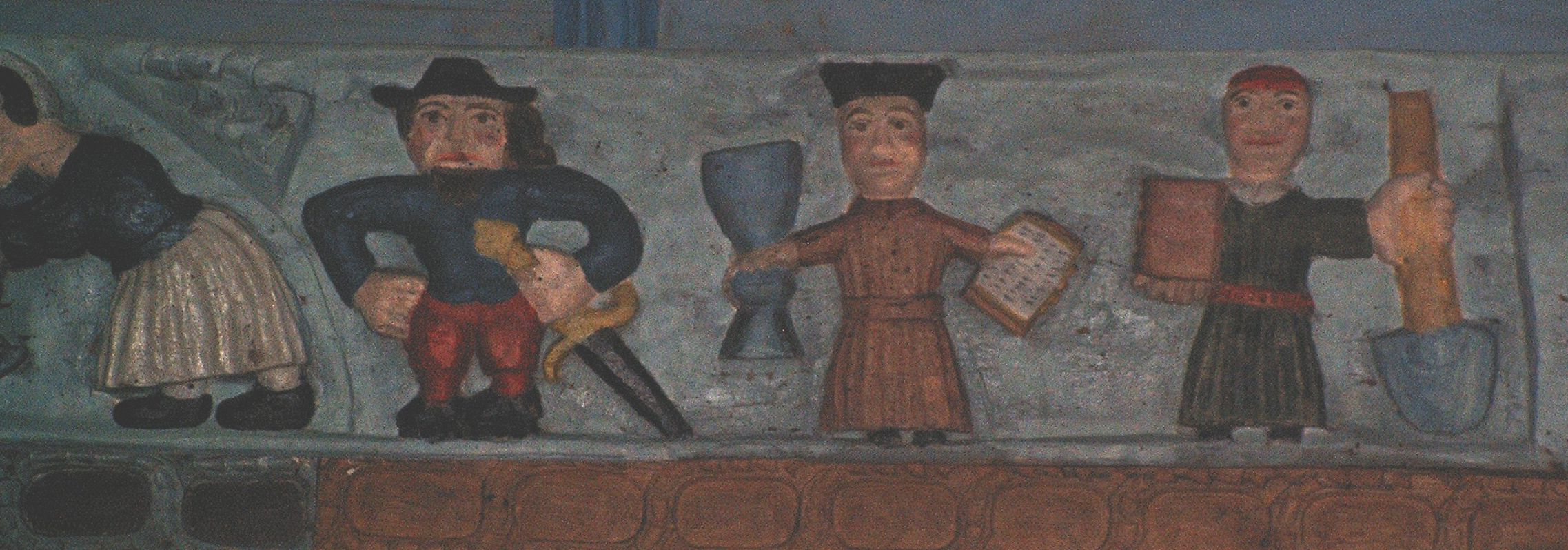
Sablière représentant des scènes de la vie quotidienne
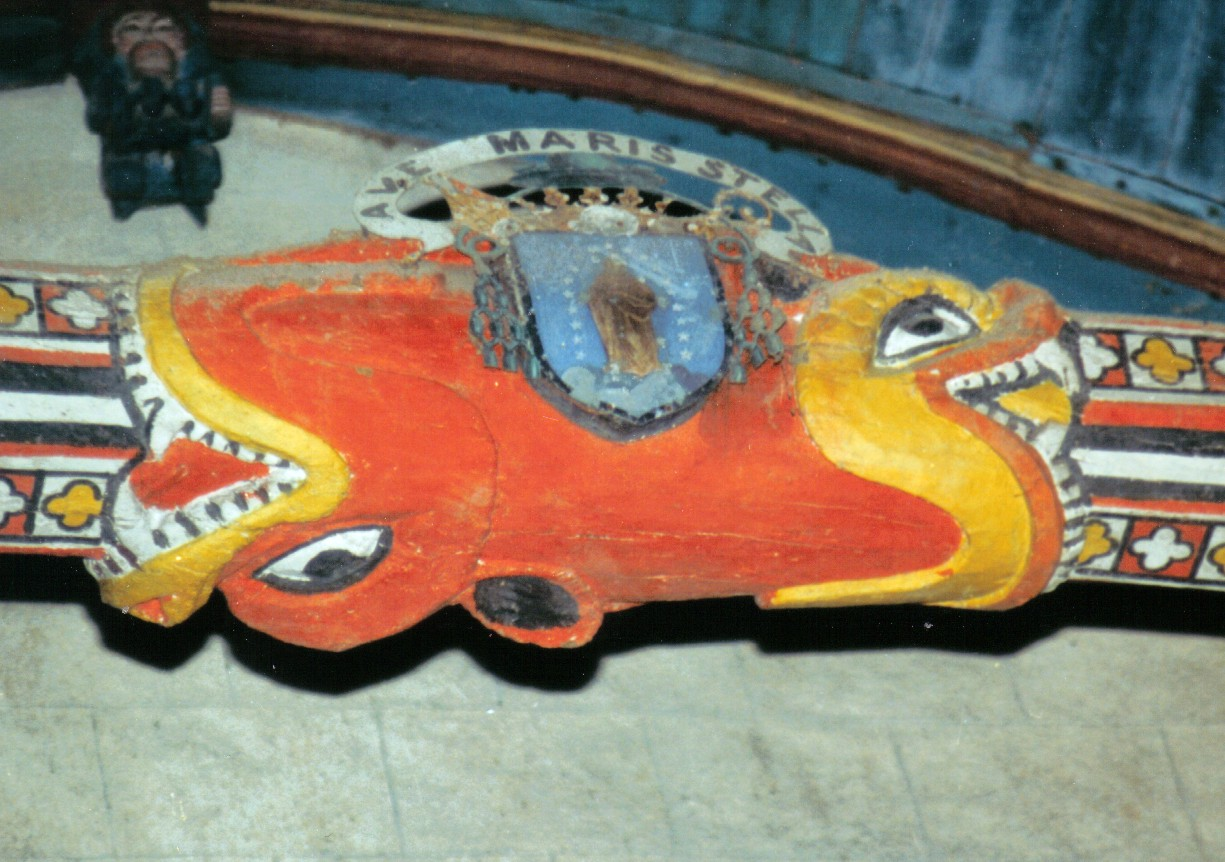
Détail d'une sablière
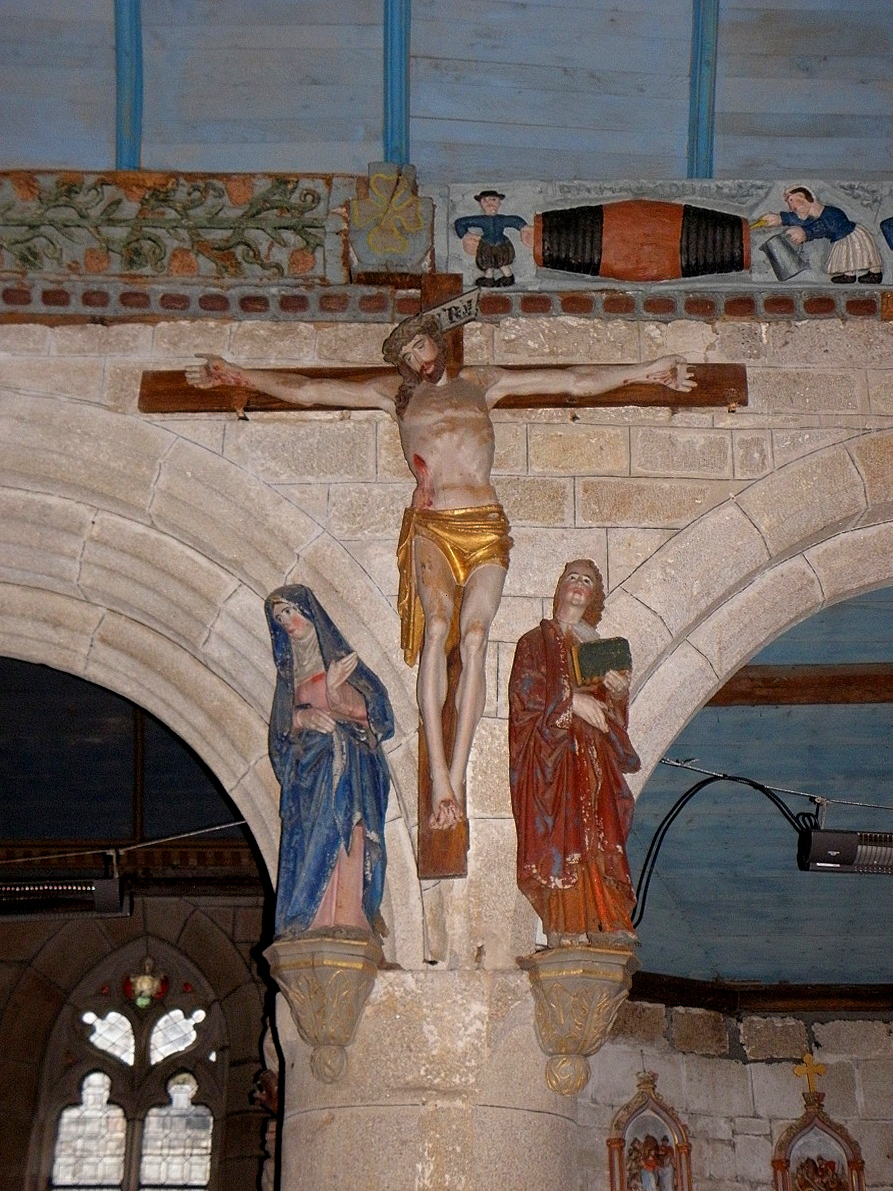
Le groupe de la Crucifixion
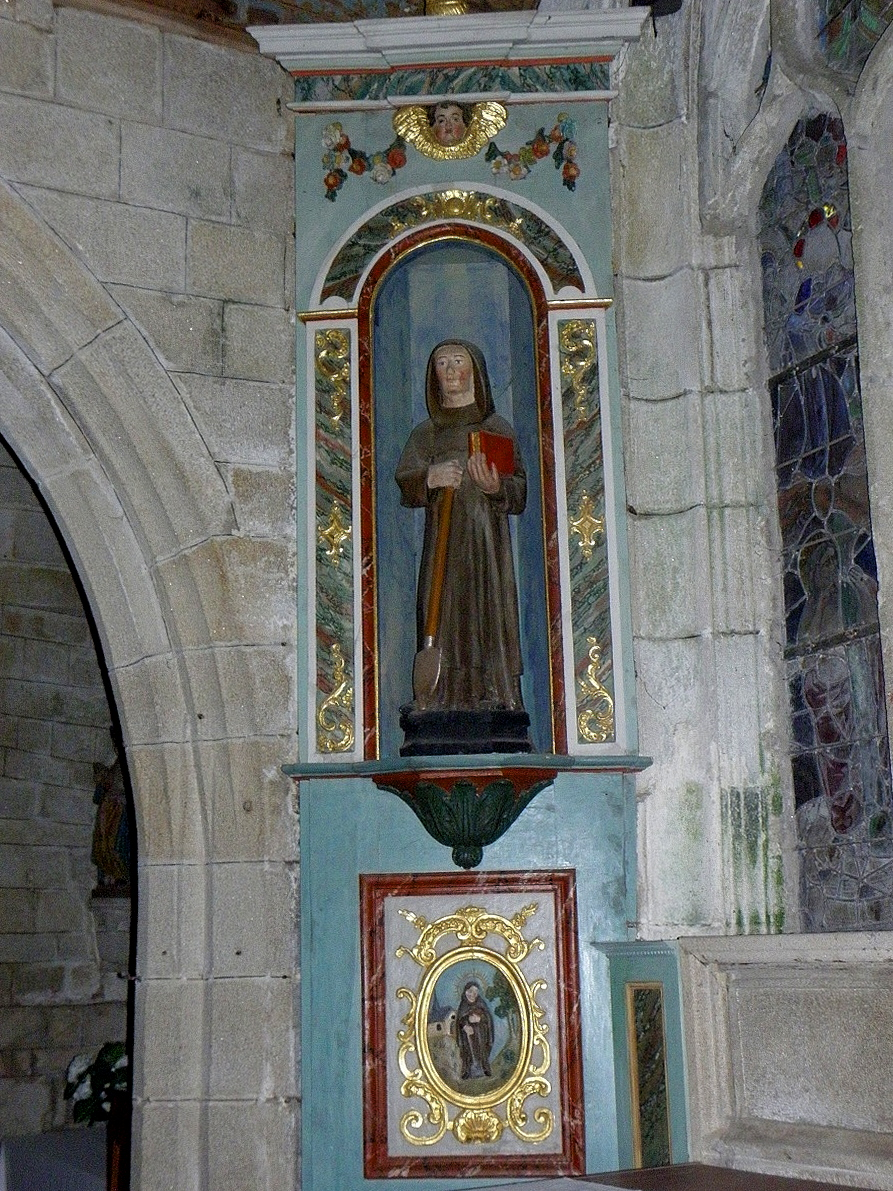
La statue de saint Fiacre
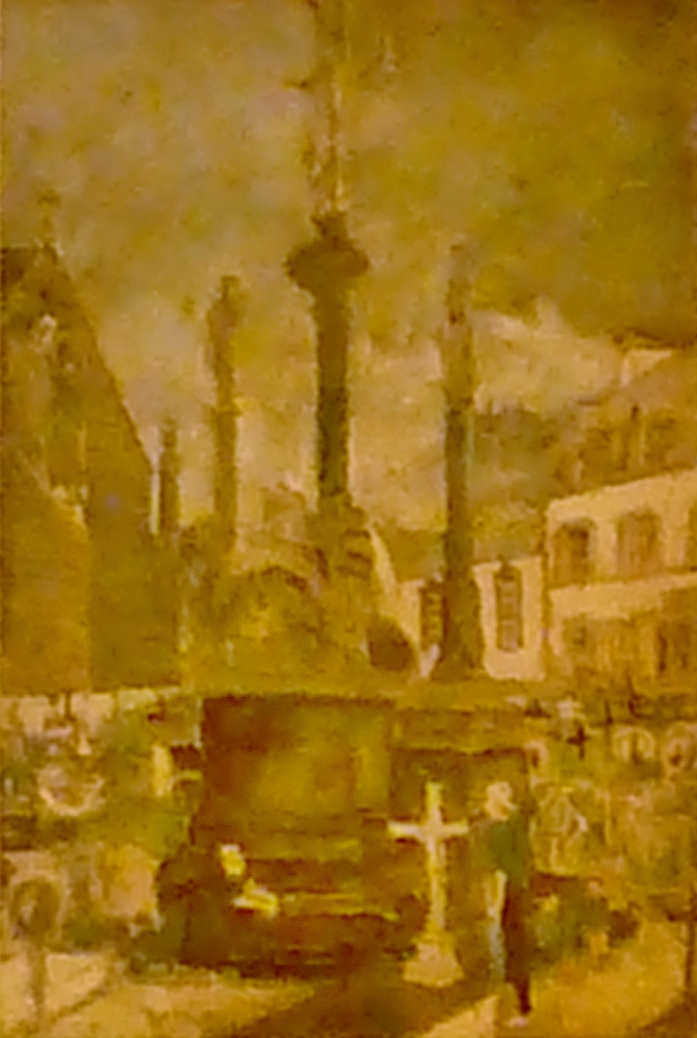
Max Jacob : Le calvaire de Guengat (1930, Musée des beaux-arts de Quimper)

## Pour approfondir